# Palais Thon-Dittmer
Le palais Thon-Dittmer (Thon-Dittmer-Palais) est un palais sis à Ratisbonne, capitale du Haut-Palatinat, en Bavière. Il se trouve en plein cœur de la vieille ville et donne sur le côté Nord  de la Haidplatz (Haidplatz, n° 8). Ce palais de ville à la façade néoclassique a été construit en deux phases (1781-1785 et 1808-1809) sur la base de deux maisons gothiques. Les quatre ailes du palais, dont deux sont ornées d'arcades, enferment une cour intérieure dans laquelle donnent la chapelle gothique Saint-Sigismond, une baie de cour gothique avec le relief d'un couple amoureux et la sculpture d'une vanitas baroque, ainsi que des arcades Renaissance. On peut également trouver des éléments des bâtiments précédents. 
En 1856, la ville de Ratisbonne achète le palais aux héritiers Thon-Dittmer, pour ouvrir  un lycée de garçons et divers établissements culturels pour la ville, mais d'autres étages sont encore affectés à différents usages jusque dans les années 1960. Le palais est brièvement menacé de démolition vers 1956. Après des travaux de rénovation, le bâtiment a été de plus en plus utilisé dans des buts culturels à partir de 1957, initialement par l'Institut germano-américain et la bibliothèque de la ville de Ratisbonne. Après d'importantes restaurations de 1977 à 1981, qui ont été associées à la démolition et à la reconstruction de l'aile Nord, la cour intérieure et les salles du palais sont aujourd'hui principalement utilisées à des fins culturelles.

## Histoire
Le palais Thon-Dittmer est bâti de 1781 à 1809 après la réunion de deux maisons patriciennes médiévales pour Georg Friedrich von Dittmer, richissime homme d'affaires de Ratisbonne après 1750. Sous la direction du maître d'œuvre Emanuel d'Herigoyen, les deux maisons médiévales - la maison occidentale, dite « maison Erlbeck » et la maison orientale, dite « maison Alkoferic » - ont été détruites avec le tissu structurel de la maison orientale groupée derrière une façade  classiciste. À cette époque, le palais de la ville était construit dans sa forme actuelle avec une cour intérieure, dont les arcades Renaissance à trois étages proviennent de la maison Erlbeck côté Ouest, alors qu'il n'y a pas d'arcades côté Est. Les arcades actuelles de l'aile Nord n'ont été rénovées qu'en 1977 pour des raisons d'alignement, très controversées à l'époque. 

## Description

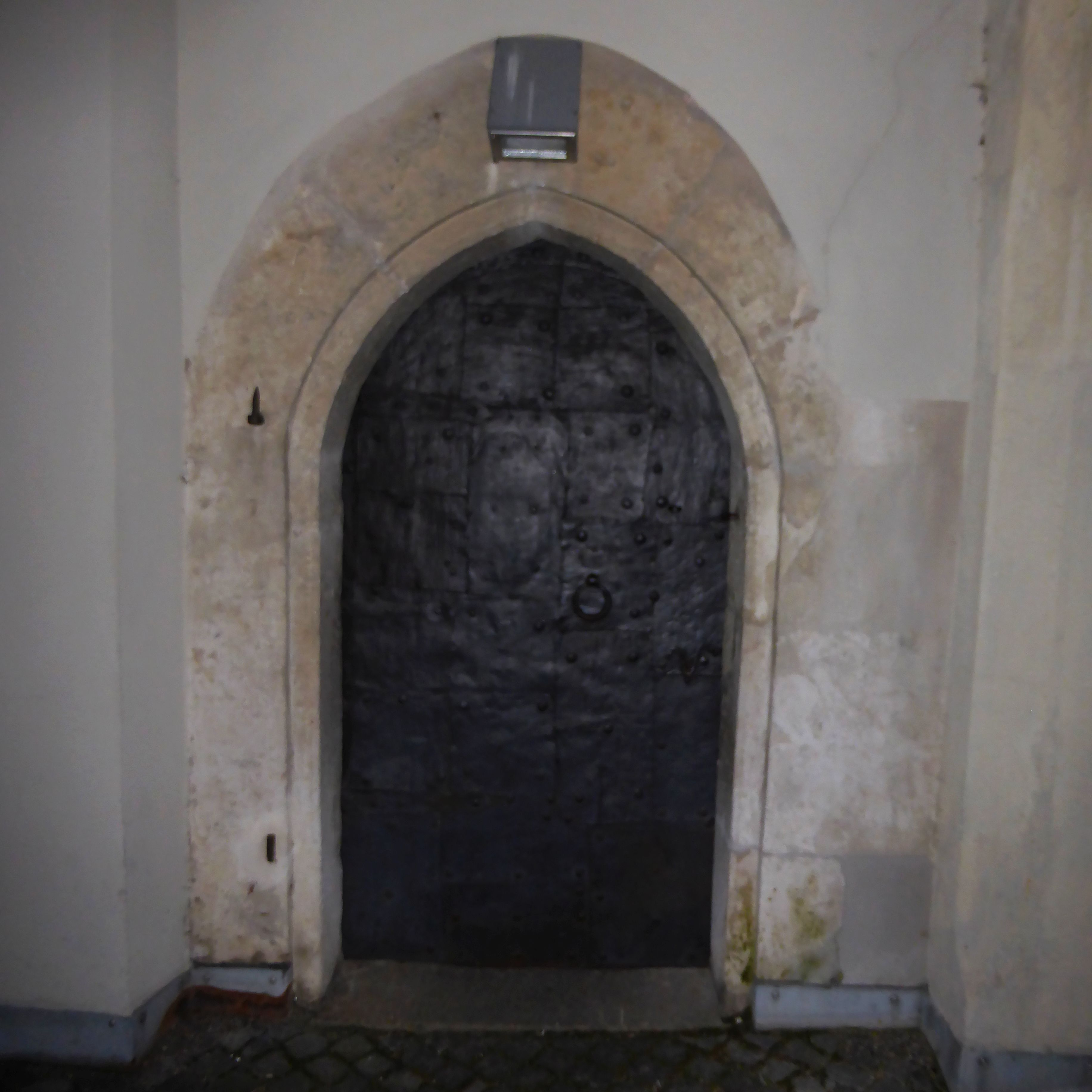
Portail de la chapelle Saint-Sigismond.

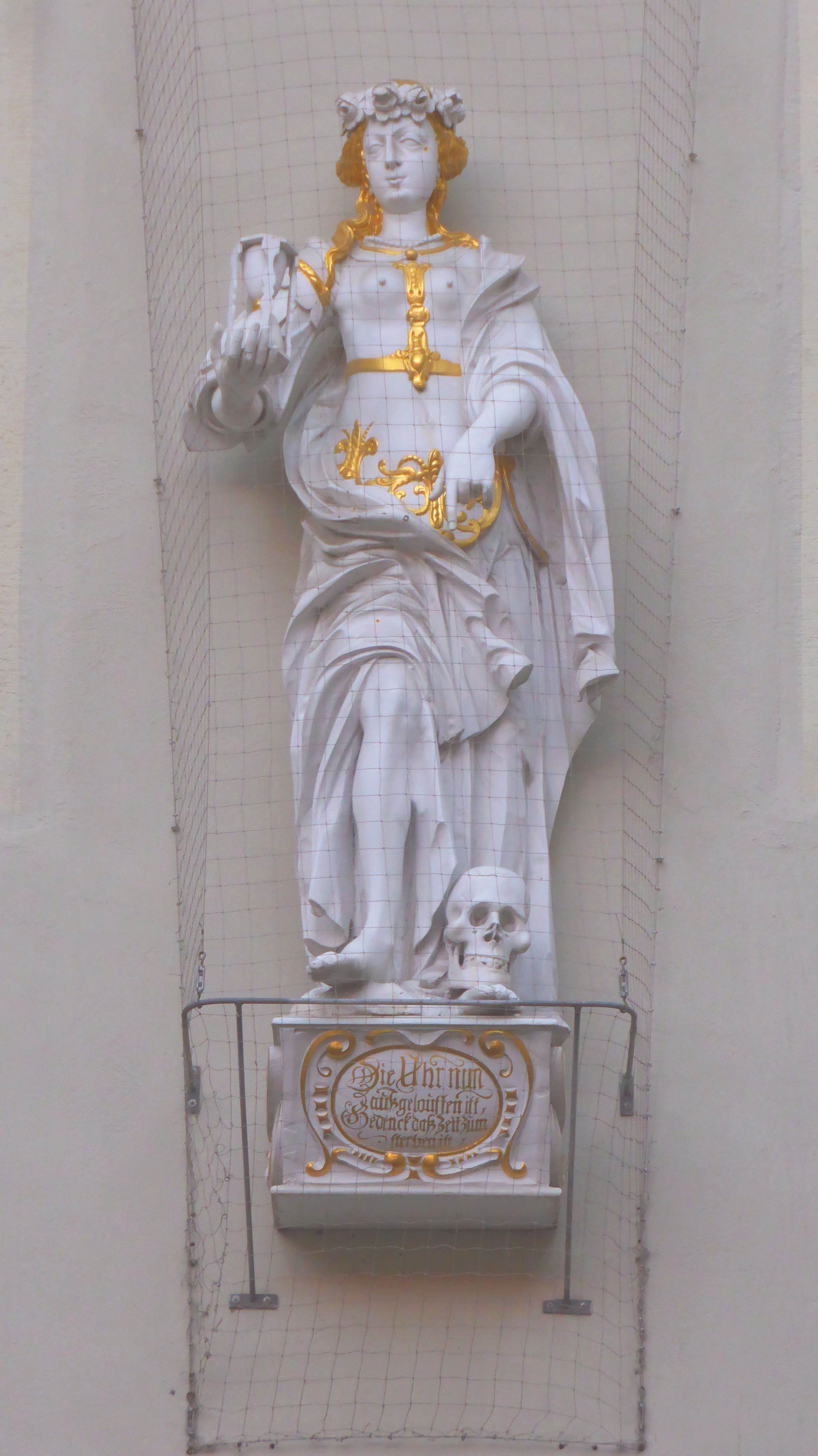
Statue de femme (vers 1650) sous l'horloge, évoquant une vanitas.

Le palais comprend quatre ailes autour d'une cour intérieure. La façade d'honneur présenté quinze axes de fenêtres et un avant-corps au milieu. On remarque le blason des barons von Dittmer au fronton triangulaire. Le portique d'honneur possède quatre piliers de 
grès.
Une porte voûtée en ogive mène à la cour intérieure de trois étages, qui est ornée d'une arcade Renaissance. Les arcades du côté Ouest (colonnes avec chapiteaux changeants) ont été construites vers 1580, les arcades du côté Nord sont de 1979-1980. Sur une console richement profilée, il y a une baie d'horloge de 1380-1390. On aperçoit un couple d'amoureux au pied de la baie vitrée (un homme barbu s'agenouille devant une fille à la forte poitrine, qu'il tient par la main et dont il caresse les cheveux). Sous la baie de l'horloge on remarque une figure féminine en bois sculpté grandeur nature datant de 1650 environ, évoquant une vanitas. L'inscription se trouve sur le cartouche de base : « L'horloge maintenant / est épuisée / souviens-toi qu'il est temps / de mourir. »
Au rez-de-chaussée de l'aile Sud, on trouve la chapelle Saint-Sigismond à laquelle on accède par un portail ogival (datant de 1380 environ). Cette chapelle se trouvait au rez-de-chaussée de la tour médiévale du bâtiment précédent. Les nervures de la voûte reposent sur six consoles ornées de feuillages et de personnages. La clé de voûte de l'arc  oriental montre une figure intronisée avec des cheveux flottants dans une longue robe et est interprétée comme représentant  saint Sigismond. Cependant, la sculpture n'a pas d'auréole ni de bras droit portant son attribut, de sorte qu'il y a des doutes sur la fonction de la pièce en tant que chapelle. La chapelle sert désormais d'espace d'exposition.
Aujourd'hui, le palais sert d'édifice culturel, de Volkshochschule (école secondaire) et de bibliothèque de la ville de Ratisbonne. Un auditorium avec 198 sièges et deux petites salles de conférence sont disponibles pour des événements culturels. De nombreux événements de théâtre et de musique en plein air sont organisés aussi dans la cour intérieure chaque été. La chapelle sert à des expositions.